# 斯科比維爾 (新澤西州)
斯科比維爾（英語：Scobeyville）是位於美國新澤西州蒙茅斯縣的非建制地區。

## 歷史
斯科比維爾的郵局於1874年設立，其後於1914年停運。

## 地理
斯科比維爾所處的海拔為高於海平面22米（即72英呎），而該地所採用的時區為UTC-5，即北美东部时区（EST）。同時該地設有夏令時間，為UTC-5調快一小時，即UTC-4（EDT）。